# Alfa Romeo Tonale
El Alfa Romeo Tonale es un crossover compacto tipo SUV del segmento C producido por el fabricante italiano Alfa Romeo desde 2022. Es un cinco plazas con carrocería de cinco puertas, disponible con tracción delantera o total. Utiliza la misma plataforma del Fiat 500X y el Jeep Renegade.[cita requerida] Se ubica por debajo del Alfa Romeo Stelvio. El modelo recibe su nombre del paso de montaña de Tonale en el norte de Italia.

## Vista general

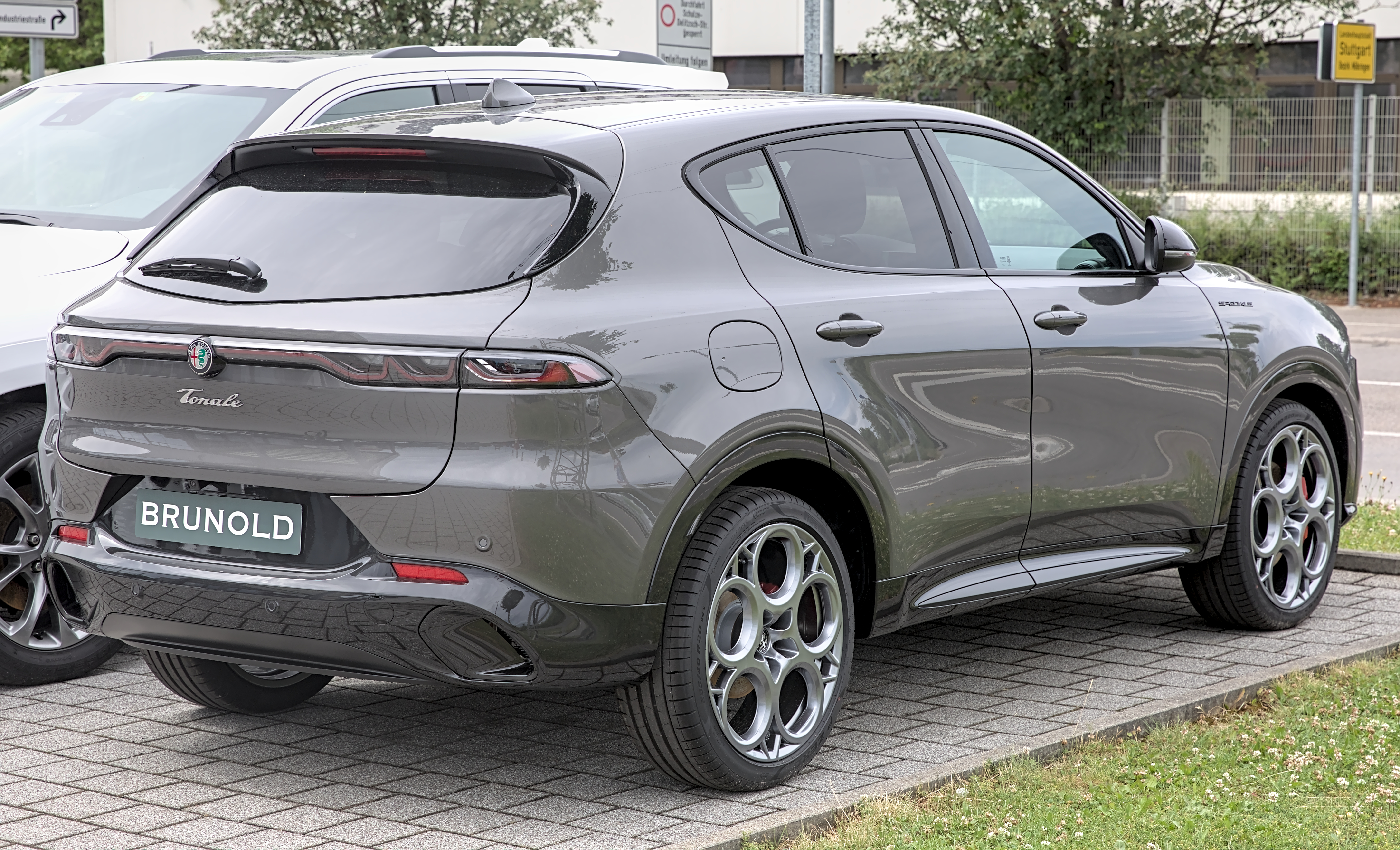
Vista lateral-trasera

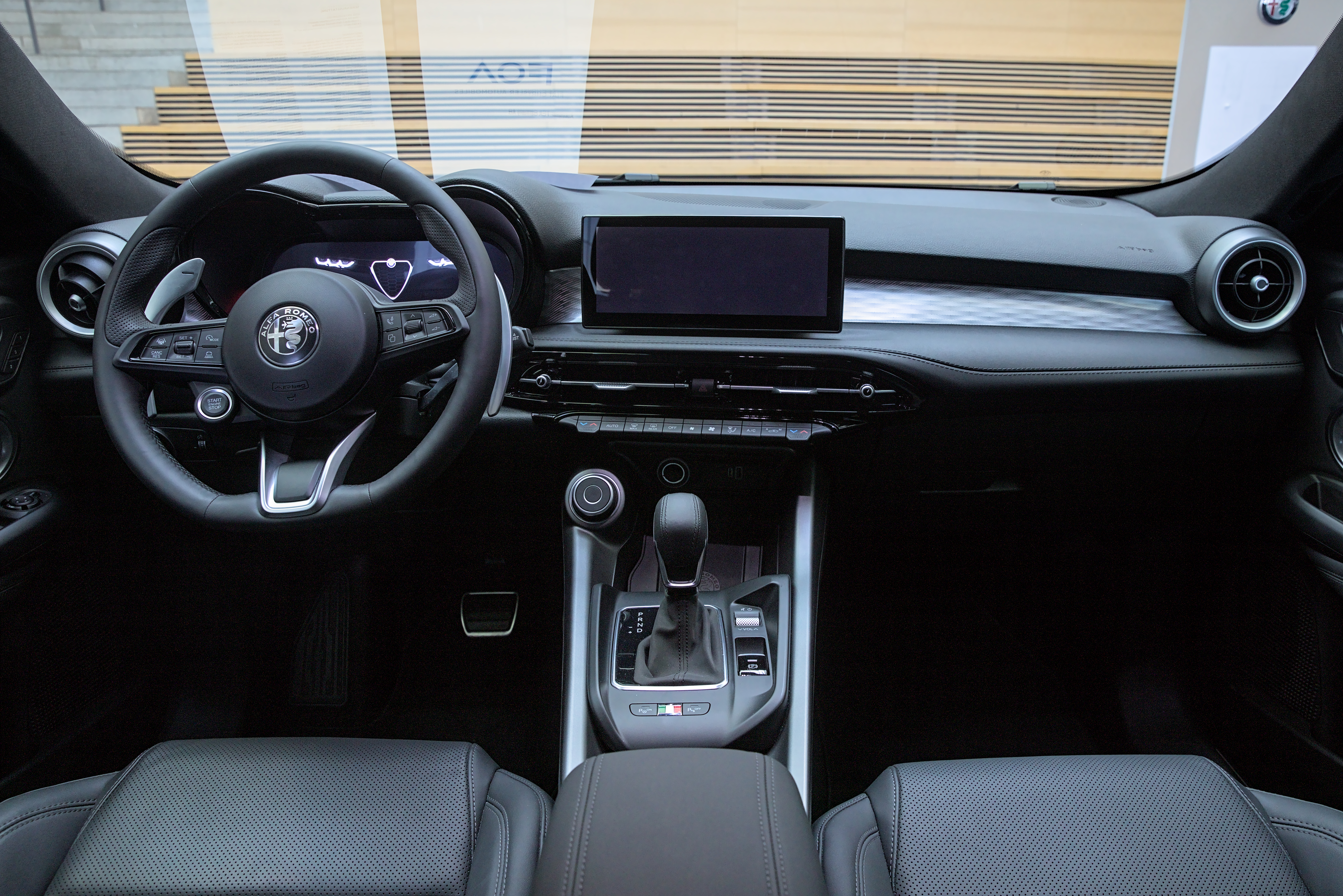
Interior

El Tonale se presentó como prototipo en marzo de 2019 en el Salón del Automóvil de Ginebra. El lanzamiento de la versión de producción estaba previsto inicialmente para 2021, pero se retrasó hasta 2022 debido a que los directivos de Alfa Romeo exigían una mayor autonomía y rendimiento de su tren motriz, y la escasez global de chips.
El motor diésel es un cuatro cilindros de 1.6 litros con 131 CV.[cita requerida] Por su parte, los motores gasolina son híbridos: un mini Full-Hybrid cuatro cilindros FireFly de 1.5 litros T4 - GSE (Global Small Engine-FCA) disponible en variantes de 130 y 160 CV, y un cuatro cilindros de 1.3 litros híbrido enchufable con una potencia máxima combinada de 275 CV, con una batería de 15,5 kWh (56 MJ). Este último tiene tracción total, donde el motor térmico está conectado al eje trasero y el motor eléctrico al eje trasero.
El Tonale cuenta con selector de conducción D.N.A Alfa Romeo con modos: Modo Dual Power para obtener las máximas prestaciones, modo Natural para el uso diario y el ajuste Advanced Efficiency que sólo utilizará la propulsión eléctrica. El botón E-mozione de la pantalla táctil adapta aún más los ajustes del acelerador, la respuesta de la frenada y el tacto de la dirección.
El frontal del coche cuenta con unos faros de tres más tres LED que evocan los del SZ y Brera.